# Federico Zuccari

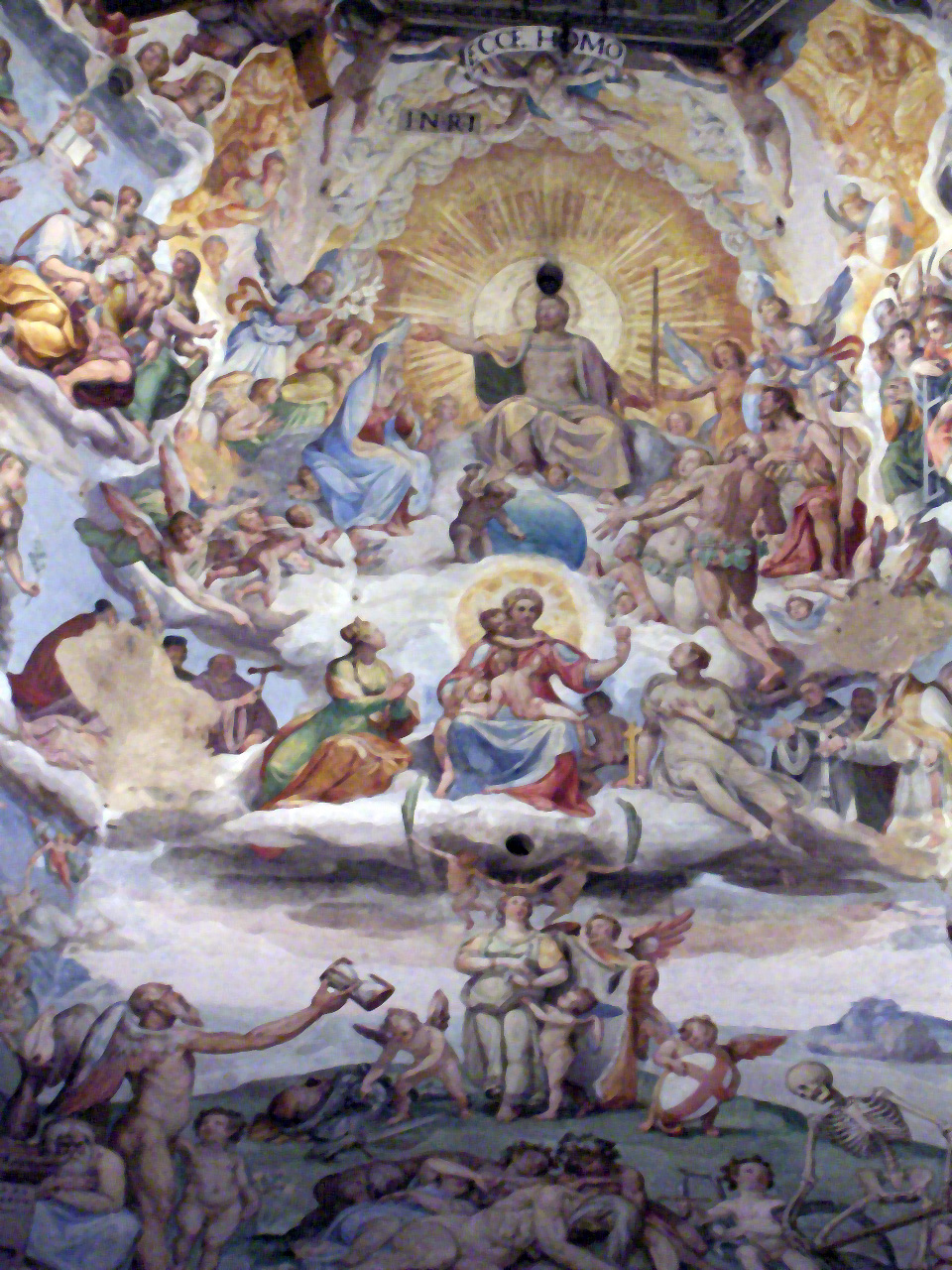
Julgamento Final

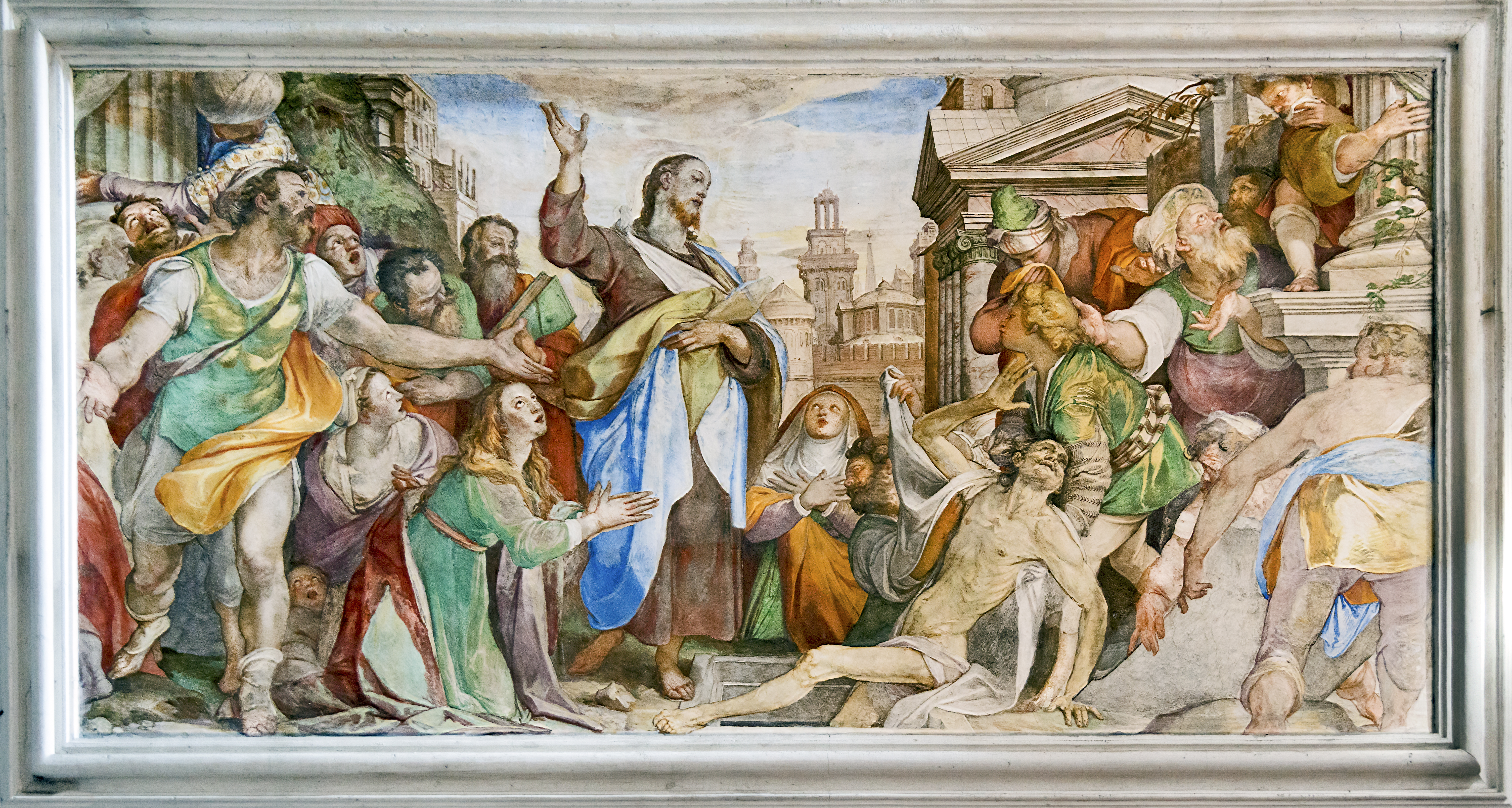
Ressurreição de Lázaro

Federico Zuccari (ou Federigo Zuccaro) (Sant'Angelo in Vado, 1542 (ou 1543) — Ancona, 1609) foi um pintor e arquiteto maneirista italiano que trabalhou na Itália e no exterior. 
Zuccari nasceu em Sant'Angelo in Vado, perto de Urbino. Em 1550, mudou-se para Roma para trabalhar com o irmão mais velho, Taddeo Zuccari. Sua obra Alegoria da Calúnia, como sugerida por Luciano de Samósata, a partir da descrição de uma celebrada obra de Francis Walsingham, retratou em sátira os inimigos da corte, e isso fez com que tivesse que se exilar de Roma. Visitou Bruxelas, onde desenhou esboços para tapeçaria. Em 1574, passou pela Inglaterra, onde recebeu encomendas para pintar o retrato de Elizabeth I de Inglaterra, Maria I da Escócia e Francis Walsingham e outros. 
Em 1585, aceitou uma encomenda de Filipe II de Espanha para decorar o novo El Escorial. Trabalhou lá até 1588, quando voltou a Roma. Foi sucedido na obra por Pellegrino Tibaldi. Em Roma, fundou a Accademia di San Luca, na qual foi o primeiro presidente. Bartolomeo Carducci parece ter estudado com ele.
Zuccari tornou-se cavaliere bem perto de sua morte, em Ancona, em 1609.